# Cuca Roseta
Cuca Roseta (* 2. Dezember 1981 in Lissabon) ist eine portugiesische Fado-Sängerin.

## Werdegang
Sie wuchs in einem Haushalt auf, in dem Fado keine Rolle spielte. Erst mit 18 Jahren, nach ihrem ersten Besuch eines Fado-Lokals, begann sie sich für den Stil zu interessieren. Sie sang zwischenzeitlich bei dem erfolgreichen Pop/Rock-Projekt Toranja. Nach ihrem abgeschlossenen Psychologie-Studium sang sie verstärkt in Fado-Lokalen. Dort hörte sie der altgediente Fadista João Braga, der sie zu einer Fernsehsendung der RTP einlud.
In der Folge nahm ihre Bekanntheit zu, und sie wurde im Clube de Fado engagiert. Hier hörte sie der argentinische Produzent und zweifacher Oscar-Preisträger Gustavo Santaolalla. Er vereinbarte Aufnahmen mit ihr.
In Carlos Sauras Film „Fados“ von 2007 stellte sie mit einem Lied die urtypische Fado-Sängerin Maria Severa dar. Sie wurde fortan auch international als „die neue Stimme des Fado“ betitelt. 2010 sang sie auf Einladung für Papst Benedikt XVI bei seinem Besuch in Lissabon.
2011 erschien ihr Debütalbum. Es wurde von Santaolalla produziert und in Lissabon, Buenos Aires und Los Angeles aufgenommen. Die teils selbstgeschriebenen Lieder, teils neuinterpretierten Klassiker wurden arrangiert von Mário Pacheco, der Roseta auch auf der Portugiesischen Gitarre begleitete (wie bereits im Film Fados). Das Album stieg bis auf Platz 12 der Charts, in denen es 4 Wochen lang geführt wurde.
Im Sommer 2013 wurde ihr zweites Album Raíz (dt.: Wurzel) veröffentlicht. Die vom renommierten Jazzmusiker und Musikproduzenten Mário Barreiros produzierten 14 neuen Stücke wurden von Cuca Roseta co-produziert. Sie schrieb weitgehend alle Lieder und Texte, bis auf das von ihr vertonte Gedicht Fado da Vaidade (dt.: Fado der Eitelkeit) der Schriftstellerin Florbela Espanca (1894–1930), und ein Gedicht von José Avillez, zu dem Tozé Brito die Musik schrieb. Zu Cuca Rosetas Fado do Perdão schrieb zudem André Sardet die Musik. Das erneut vom öffentlich-rechtlichen Radiosender Antena 1 präsentierte Album erreichte die portugiesischen Top 10.

## Diskografie
- 2011: Cuca Roseta (Universal)
- 2013: Raíz (Universal)
- 2015: Riû (Universal)
- 2017: Luz (Sony)
- 2018: Luz de Natal (Sony)
- 2018: Amália por Cuca Roseta